# Leucochrysa (Nodita) tarini
Leucochrysa (Nodita) tarini is een insect uit de familie van de gaasvliegen (Chrysopidae), die tot de orde netvleugeligen (Neuroptera) behoort. 
Leucochrysa (Nodita) tarini is voor het eerst wetenschappelijk beschreven door Navás in 1924.